# Riardo
Riardo ist eine italienische Gemeinde (comune) mit 2216 Einwohnern (Stand 31. Dezember 2023) in der Provinz Caserta in Kampanien. Die Gemeinde liegt etwa 26 Kilometer nordwestlich von Caserta an den Monti Trebulani. Riardo ist bekannt für sein Mineralwasser, besonders für die Marke Ferrarelle sowie für die Möbelmesse und die Burg. In der Landwirtschaft dominiert der Obstbau.

## Geschichte
Möglicherweise führte Hannibal sein Heer hier entlang durch Kampanien. Die von den Langobarden errichtete Burg wurde ab dem 8. Jahrhundert nach Christus erbaut. Umgeben ist die Burg vom alten Ortskern, einer geschlossenen mittelalterlichen Bebauung.